# Raión de Huliaipole
Huliaipole (en ucraniano: Гуляйпільський район) es un raión o distrito de Ucrania en el óblast de Zaporiyia. 
Comprende una superficie de 1300 km².
La capital es la ciudad de Huliaipole.

## Demografía
Según estimación de 2010 contaba con una población total de 34.290 habitantes.

## Otros datos
El código KOATUU es 2321800000. El código postal 70200 y el prefijo telefónico +380 6145.